# Praia de Itaquitanduva
Praia deserta de São Vicente (São Paulo) dentro do Parque Estadual Xixová-Japuí, muito procurada por surfistas, com acesso por trilha que passa por áreas de Mata Atlântica do Parque. 
Muitos desconhecem, mas São vicente possui, além das suas três praias (Praia do Itararé, Praia do Gonzaguinha e Praia dos Milionários), a Praia de Itaquitanduva. Uma reserva natural pouco explorada pela população devido a sua localização de não tão fácil acesso. Localiza-se atrás do Morro do Xixová, abaixo do Pico do Itaipu e possui 300 metros de extensão.
Como sendo uma praia deserta e isolada, ela possui um ecossistema preservado e animais silvestres que se refugiam na mata. Não possui bares e nem ambulantes, apenas uma bica natural de água potável que vem da nascente do morro. Para se chegar à praia, é preciso fazer uma trilha a pé, de aproximadamente 40 minutos.
É um local também, muito apreciado por surfistas, devido às enormes ondas e à belíssima paisagem.
Há um tempo, a praia sofreu uma especulação imobiliária, porém,com a união de surfistas, ambientalistas e protetores da natureza, a região passou a servir para estudos científicos das espécies de aves que migram ao local, à flora e aos animais que lá habitam.
Com essa ação movida pelos frequentadores da praia, o possível desmatamento foi evitado e foi promulgado um decreto estadual, no dia 27 de setembro de 1993, nomeando o lugar de “ Parque Estadual Xixová Japuí”.